# بروطيا برتقالية
بروطيا برتقالية (الاسم العلمي: Protea aurantiaca) هو نوع من النباتات يتبع جنس البروطيا من الفصيلة البروطية.